# Carlos Guirao Mora
Carlos Guirao (Madrid, 27 de abril de 2003) es un futbolista español que juega en la demarcación de centrocampista en el Betis Deportivo Balompié de la Primera Federación.

## Trayectoria
Tras formarse como futbolista en las categorías inferiores del CD Leganés B y un breve paso en calidad de cedido al CD Móstoles URJC, finalmente se marchó cedido a la disciplina del Real Betis Balompié. Finalmente hizo su debut con el Betis Deportivo Balompié el 7 de septiembre de 2024 contra el Real Club Recreativo de Huelva. El 31 de octubre de 2024 hizo su debut con el primer equipo en un encuentro de la Copa del Rey que finalizó con un resultado a favor de 1-6 contra el CD Gévora.

## Clubes
Actualizado al último partido disputado el 2 de mayo de 2025.
| Club                              | País   | Temporada | Partidos | Goles |
| --------------------------------- | ------ | --------- | -------- | ----- |
| CD Móstoles URJC (cedido)         | España | 2022-2023 | 30       | 0     |
| CD Leganés B                      | España | 2023-2024 | 34       | 2     |
| Betis Deportivo Balompié (cedido) | España | 2024-     | 30       | 2     |
| Real Betis Balompié (cedido)      | España | 2025-     | 3        | 0     |